# Fake Tales of San Francisco
"Fake Tales of San Francisco" is de vierde single van de Britse groep Arctic Monkeys. Het behaalde de 31e plaats in de Nederlandse Mega Top 50.
Het nummer beschrijft een onsuccesvolle Britse band waarbij het gehele publiek het op zijn zachtst gezegd niet naar de zin heeft ('and as the microphone squeeks / a young girl's telephone beeps... ...oh you have saved me / she screams down the line / this band is f*cking wank / I am not having a nice time') op de vriendin van een van de bandleden na (his bird says it's amazing though, so all that's left / is the proof that love's not only blind but deaf').
Wat de verteller het meest voor de borst stoot aan de fictieve band is het neppe Amerikaanse accent van de zanger ('He talks of San Francisco but he's from Hunter's Bar / I don't quite know the distance but I'm sure that's far' alsmede 'I'd love to tell you all my problem / you're not from New York City, you're from Rotherham') als ook het gebrek aan originaliteit ('Get off the bandwagon and put down the handbook').